# Самодиссоциация
Само́диссоциа́ция (автодиссоциа́ция) — свойство веществ в жидком или газообразном состоянии самостоятельно ( в отсутствие растворителя) диссоциировать на ионы. Частный случай самодиссоциации — автопротолиз, имеющий место, например, в случае воды и многих сильных кислот.

Примеры: 
{\displaystyle {\ce {KCl <=> K+ + Cl-}}} (в расплаве)
{\displaystyle {\ce {2 H2O <=> H3O+ + OH-}}}
Способность вещества к самодиссоциации характеризуется константой самодиссоциации Ks, представляющей собой частный случай константы диссоциации. 
Примеры: 

Ks(KCl) = [K+] · [Cl–] / [KCl] 

Ks(H2O) = [H3O+] · [OH–] / [H2O]

Для слабодиссоциирующих веществ вместо константы самодиссоциации часто используют ионное произведение ИП, в которое включают концентрацию непродиссоциировавшего вещества. 
Пример: 

ИП(H2O) = Kw = Ks(H2O) · [H2O] =  [H3O+]·[OH–] ,
где Kw — константа автопротолиза воды.
Константы самодиссоциации, в отличие от констант диссоциации в растворах, являются характеристикой индивидуальных химических веществ и связаны с их термодинамическими параметрами, такими как энергия Гиббса, энтальпия и энтропия образования, а также физическими свойствами, например, электропроводность. 